# Nerita grossa
Nerita grossa is een slakkensoort uit de familie Neritidae. De wetenschappelijke naam werd gepubliceerd in 1758 door Carl Linnaeus in de tiende editie van Systema naturae.